# 정의배
정의배(丁義培, 1795년 ~ 1866년 3월 11일)는 조선의 천주교 박해 때에 순교한 한국 천주교의 103위 성인 중에 한 사람이다. 세례명은 마르코(Marcus)이다.

## 생애
정의배는 1795년에 경기도 용인에서 천주교를 경멸하는 한 양반 집안에서 태어났다. 정의배는 과거 시험 공부를 마치고 아이들을 가르쳤다. 그는 결혼했지만, 얼마못가 아내가 세상을 떠났고, 자식 없이 여러 해를 홀아비로 보냈다. 1839년에 그는 앵베르 주교와 모방 신부 그리고 샤스탕 신부가 순교하는 장면을 목격하였다. 정의배는 천주교를 이교라고 생각하였지만, 커다란 기쁨으로 죽음을 맞이하는 그 선교사들을 보고 감동을 받았다. 그는 천주교 서적들을 읽었으며, 천주교가 그를 더 나은 사람으로 만들어 줄 수 있을 거라는 확신을 가졌다. 그는 한양으로 올라와서 세례를 받았다. 1845년에 조선에 입국한 페레올 주교는 그를 교리 교사(회장)으로 임명했다. 교리교사 정의배는 죽을 때까지 그의 의무를 매우 충실히 수행하였으므로, 다블뤼 주교는 그가 성인의 삶을 살았다고 공언하였으며, 베르뇌 주교는 천국에서 정의배 회장과 함께 행복을 누릴 것이라고 말했다. 정의배는 교우들과 예비 신자들에게 모범이 되었으며, 병자들과 고아들을 돌보았다. 그는 교우 피 카타리나를 후처로 맞았고, 일부러 가난한 삶을 살았다. 그들 사이에서는 자식이 없었기 때문에 조카 피 바오로를 입양하였다. 피 바오로는 그들의 집에 살며 브르트니에르 신부에게 조선말을 가르쳤다.
정의배 회장은 매우 강한 의지력의 소유자로서 언제나 독실한 천주교 신자로 살았다. 그를 아는 모든 사람들이 그를 사랑하고 존경했다. 그는 언제나 순교자로 죽기를 원했다. 브르트니에르 신부는 미사 때마다 교우들에게 그의 경건한 태도를 칭찬하곤 했다.
1866년 병인년에 박해가 발발하자, 정의배는 다른 사람들을 피신시켰지만, 자신은 피신하지 않았다. 1866년 2월 25일에 그는 체포되었는데, 그것을 매우 기쁘게 받아들였다. 그때 그의 나이는 72세였다. 그는 감옥에서 수 일을 네 명의 프랑스인 선교사들과 함께 보냈다. 그는 극심한 고문 끝에 1866년 3월 11일에 새남터에서 참수되었다.

## 시복 · 시성
정의배 마르코는 1968년 10월 6일에 성 베드로 대성당에서 교황 바오로 6세가 집전한 24위 시복식을 통해 복자 품에 올랐고, 1984년 5월 6일에 서울특별시 여의도에서 한국 천주교 창립 200주년을 기념하여 방한한 교황 요한 바오로 2세가 집전한 미사 중에 이뤄진 103위 시성식을 통해 성인 품에 올랐다.

## 같이 보기
- 병인양요

## 참고 문헌
- Catholic Bishop's Conference Of Korea. 103 Martryr Saints: 정의배 마르코 Marcus Chong Ui-bae 보관됨 2014-12-28 - 웨이백 머신